# میتزی مارتین
میتزی مارتین (به انگلیسی: Mitzi Martin) هنرپیشه و مدل آمریکایی است.
از فیلم‌های او می‌توان به جو دِرْت اشاره کرد.